# 歐葛
歐葛（1983年3月2日—），台灣廣播電視節目主持人，同時專職平面媒體文字記者、媒體人，藝名DJ歐葛，本名黃識軒。現任台北好事989電台「DJ」，先後於《中國時報》、《壹週刊》擔任影劇記者一職，透過台視《百萬主播》徵選活動而進入台視新聞部，主持第20屆金曲獎得主於新聞中心之訪談，亦曾為台北市政府及東森電視等商業活動主持人。
高中畢業後，19歲的歐葛在進台大就讀前，透過中廣音樂網轉型為Wave Radio的DJ選秀活動，從近千名參賽者中脫穎而出，隨即在FM96.3開啟媒體播音路，陸續到各主流廣播電台主持後，於人間衛視製作兼主持電視電影節目《人間開麥拉》；大學畢業前將廣播所學集結出版一工具書《DJ歐葛－19歲王子賣聲時》／《明星DJ就是你》，隨後進台灣四大報之一《中國時報》從事影劇新聞記者一職，並保留其廣播節目的主持工作，迄今在空中播音已逾16年，成為台灣廣播節目主持人並曾獲BBS選為年度十大電台情人之一。2016年12月31日正式辭去平面記者職，被大陸直播平台《LIVE》延攬成簽約直播主製播台灣娛樂新聞內容提供給內地閱聽眾，爾後投身創辦台灣第一個由數位媒體人共同協力誕生的寵物媒體《派特88》寵物資訊網，與大專院校相關科系產學合作以達數位媒體人傳承昔日實務經驗之目的。